# Caio Fonteio Agripa
Caio Fonteio Agripa (em latim: Gaius Fonteius Agrippa; m. 70) foi um senador romano nomeado cônsul sufecto para o período de maio a junho de 58 com Marco Valério Messala Corvino. Era filho do pretor Caio Fonteio Agripa, que, em 16, acusou Marco Escribônio Libão Druso. Como seus pais eram divorciados, sua irmã (Fonteia?) não conseguiu ser admitida como uma das virgens vestais em 19.

## Carreira
Entre 66 e 68, Fonteio foi superintendente dos aquedutos de Roma (curator aquarum). Em 68, é possível que ele tenha sido procônsul da Ásia depois de Marco Apônio Saturnino. Em 69, Vespasiano o enviou como legado imperial da Mésia para pacificar os sármatas da Cítia que haviam atravessado o Danúbio. Agripa foi morto lá enfrentando uma dura oposição aos romanos, o que motivou Vespasiano a enviar Rúbrio Galo para punir e submeter os sármatas.